# En Otra Piel
W obcej skórze – amerykańska-meksykańska telenowela z 2014 roku. Wyprodukowana przez Telemundo i Argos Comunicación.
Telenowela była emitowana w Stanach Zjednoczonych przez Telemundo od 18 lutego 2014 do 29 września 2014.
Polska premiera telewizyjna odbyła się 5 stycznia 2022 na kanale Novelas+.

## Fabuła
Historia dwóch całkowicie różnych kobiet. Dzieli je wszystko – wiek, pochodzenie, status społeczny. Chociaż nie znają się nawzajem, podzielą ten sam tragiczny los, który zjednoczy je po śmierci. 
Adriana (María Elisa Camargo) jest pracującą w nocnym barze, młodą dziewczyną, która zostaje brutalnie zgwałcona i zamordowana. Druga bohaterka, Monica Serrano (Laura Flores), to słynna pianistka z ogromnym majątkiem, wdowa z dwiema córkami, która niedawno poślubiła o wiele młodszego mężczyznę. Nowy mąż niestety nie odwzajemnia jej uczucia. Monica zostanie zdradzona i zabita przez własną siostrzenicę i mężczyznę, którego kocha. Pozostawiając w niebezpieczeństwie swoje córki. Opowieść o tajemnicy, miłości i pośmiertnej zemście, w której dwie kobiece dusze połączone są tajemniczym przeznaczeniem. Będą musiały dzielić jedno ciało w poszukiwaniu upragnionej sprawiedliwości. Obie kobiety umierają w tym samym czasie, ale dusza Monici odmawia opuszczenia tego świata. Wie, że jej dzieciom grozi poważne niebezpieczeństwo.

## Obsada
- Maria Elisa Camargo - Adriana Aguilar / Mónica Serrano / Mónica Arriaga
- Laura Flores - Mónica Serrano
- David Chocarro[3] - Diego Ochoa
- Jorge Luis Pila - Gerardo Fonsi / Juan Gerardo Suárez
- Vanessa Villela - Elena Serrano
- Omar Germenos - Esteban Lazo
- Plutarco Haza - Carlos Ricalde / Raul Camacho
- Javier Gómez - Jorge Larrea / Julián Larrea
- Silvana Arias - Maite Carvajal
- Adrián Carvajal - Ernesto Fonsi / Ernesto Suárez
- Kendra Santacruz - Camila Larrea Serrano
- Martín Barba - Ricardo Cantú
- Jonathan Freudman - Gabriel Cantú
- Marisela González - Selma Carrasco
- Karen Senties - Lorena Serrano
- Gloria Peralta - Marta Cantú
- Alba Raquel Barros - Doña Lupe
- Beatriz Monroy - Vicky Andrade
- Eduardo Ibarrola - Manuel Figueroa
- Guillermo Quintanilla - Rodrigo Cantú
- Víctor Corona
- Yamil Sesin
- Óscar Priego - Jacinto Aguilar
- Alexandra Pomales - Valeria Martínez
- Gala Montes - Emiliana Larrea Serrano